# Dusičnan lithný
Dusičnan lithný (LiNO3) je chemická sloučenina, bílá krystalická látka, dobře rozpustná ve vodě.

## Příprava
Dusičnan lithný lze připravit reakcí kyseliny dusičné s uhličitanem lithným:
Li2CO3 + 2 HNO3 → 2 LiNO3 + H2O + CO2
K roztoku uhličnanu lithného se přitom postupně přidává kyselina dusičná. Ukončení reakce je přitom možno kontrolovat pomocí měření pH reakční směsi nebo vizuálně skončením uvolňovaní plynného oxidu uhličitého z reakční směsi.. Výsledný produkt se zbavuje vody opatným zahříváním.

## Vlastnosti
Tepelným rozkladem LiNO3 vzniká oxid lithný (Li2O), oxid dusičitý a kyslík:
4 LiNO3 → 2 Li2O + 4 NO2 + O2
Ostatní dusičnany jednomocných kovů se rozkládají odlišně za tvorby dusitanů a kyslíku. Vzhledem k velmi malé velikosti kationtu Li+ je polarizace vazby natolik silná, že dojde ke vzniku oxidu.
Dusičnan lithný je také velmi silným oxidačním činidlem.

## Použití
Dusičnan lithný se využívá především jak oxidační činidlo.
Protože lithium barví plamen do červena, je dusičnan lithný surovinou pro výrobu červeně zbarvených složek ohňostrojů a světlic.
Dusičnan lithný byl navržen jako médium pro ukládání tepla získaného ze slunečního záření. Za pomoci Fresnelovy čočky se pevný dusičnan lithný roztaví a horká tavenina pak bude fungovat jako "solární baterie", která umožňuje uchování tepla pro další distribuci v pozdější době.
Dusičnan lithný je používán jako katalyzátor pro urychlení rozkladu oxidů dusíku další oxidační reakcí.